# ألفرد إتش بينيت
ألفرد إتش بينيت (بالإنجليزية: Alfred H. Bennett) هو قاضي ومحامي أمريكي، ولد في 1965 في اينيس في الولايات المتحدة.